# Орестея (Танеев)
«Оресте́я» — опера С. И. Танеева в 3 действиях (частях), 8 картинах. Либретто А. А. Венкстерна, по мотивам одноимённой трагедии Эсхила. Опера была завершена в июле 1894 года. Первая постановка «Орестеи» состоялась 5 (17) октября 1895 года в Мариинском театре в Петербурге.

## История создания

### Замысел оперы
Замысел сочинить оперу по трилогии Эсхила возник у С. И. Танеева в начале 80-х годов XIX века ещё до написания кантаты «Иоанн Дамаскин» и Симфонии ре-минор. В своем дневнике от 6 июня 1900 года Танеев вспоминал:
«Мысль написать „Орестею“ зародилась у меня, когда я летом приехал в 1882 году в Селище… перед отъездом я купил у букиниста „Орестею“ в русском переводе и нашел, что „Хоэфоры“ превосходный сюжет для оперы (первая мысль была написать только „Хоэфоры“). Я стал ежедневно писать „оперу“, которую довел, кажется, до появления Ореста. Ничего из этого наброска не вошло потом в настоющую оперу…».

### Работа над оперой
В марте 1887 года Танеев гостит у Чайковского в Майданове. Там Танеев играет Чайковскому отрывки из будущей оперы, прося его об этом никому не говорить, видимо, сомневаясь в успехе своего предприятия. Однако одолевавшие композитора сомнения в собственных силах нисколько не отражались на его работоспособности. Летом того же 1887 года Танеев начал систематическую работу над произведением:
«Сочиняю ежедневно свою будущую оперу, — писал Танеев Чайковскому, — и получаю большое удовольствие от этого занятия. Я взял с собой разные сочинения греческих писателей — Эсхила, Софокла, Еврипида… Занимаюсь чтением оных применительно к моей будущей опере и нахожу, что сочинение оперы есть самое осмысленное и привлекательное занятие… Либретто приходится во многом переделывать, многие части будут в прозе».
«Орестея» — плод кропотливого труда композитора; творческий процесс не был легким, поскольку сочинял Танеев медленно, тщательно отрабатывая мельчайшие детали. Медленность работы над оперой была следствием исключительной требовательности Танеева к себе. Своими переживаниями Танеев всегда делился с Чайковским:
«Вообще, — признавался он в одном из писем Петру Ильичу, — у меня страшно много времени уходит на подготовительные работы и несравненно менее на окончательное сочинение. Некоторые нумера в течение нескольких лет я не привожу в окончательные вид, продолжая над ними работать. Над темами, которые имеют особенное значение и повторяются в нескольких местах оперы, я часто предпринимаю работы отвлеченные, без отношения к какому либо определенному месту, делаю из них контрапунктические этюды — каноны, имитации и т. п. С течением времени из этого хаоса… начинает возникать нечто более стройное и определенное».

## Сюжет оперы
Либретто «Орестеи» в основных своих событиях следует за трилогией Эсхила и воспроизводит структуру античной трагедии.

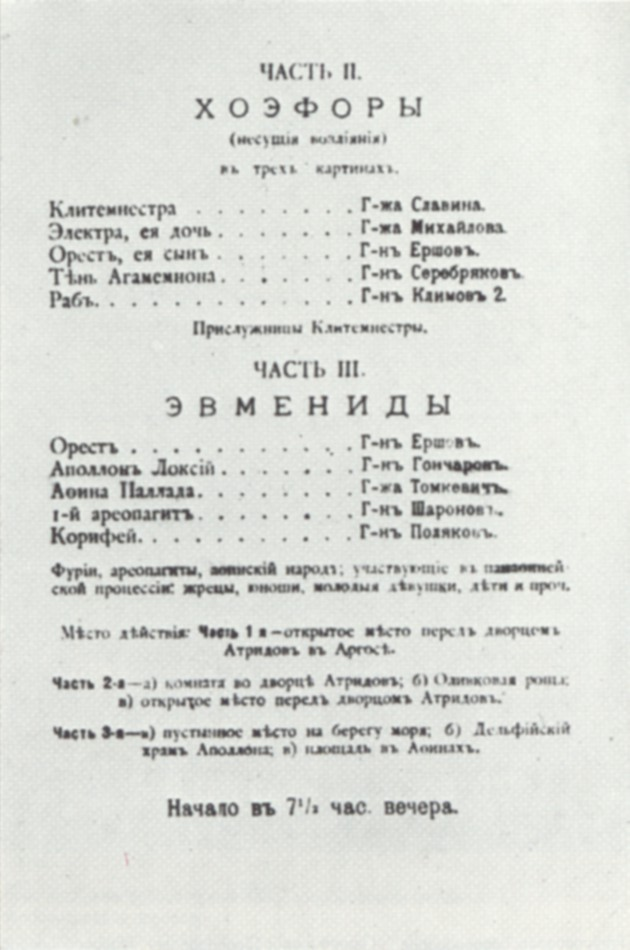
Программа премьеры «Орестеи» Танеева. Петербург, Мариинский театр, года.

### Часть первая — «Агамемнон»
Первая часть носит название «Агамемнон». С победой возвращается царь Агамемнон с Троянской войны. Его славит народ, торжественно встречает супруга Клитемнестра. Но в душе её таится ненависть, вместе со своим любовником Эгистом Клитемнестра предательски убивает Агамемнона.

### Часть вторая — «Хоэфоры»
Вторая часть именуется «Хоэфоры» (в новом переводе «Жертва у гроба»). Преступная царица не находит покоя, ей является призрак убитого мужа. Чтобы умилостивить его, Клитемнестра посылает дочь Электру совершить возлияния на могиле отца. Электра встречает там брата Ореста, выросшего на чужбине, который вернулся во имя возмездия. Мстя за отца, Орест убивает Клитемнестру и Эгиста.

### Часть третья — «Эвмениды»
Третья часть называется «Эвмениды». Ореста мучают фурии, преследующие его за матереубийство. Его берут под защиту Аполлон и Афина, снимающие с Ореста проклятие, издавна тяготевшее над его родом.

## Премьера в Петербурге
Значительное участие в сценической судьбе оперы «Орестея» принял П. И. Чайковский. Познакомившись с её музыкой, он стремился продвинуть её на сцену, всячески рекомендуя её директору Императорских театров И. А. Всеволожскому и главному дирижёру Э. Ф. Направнику. 28 октября 1889 года Чайковский продирижировал увертюрой к «Орестее» в симфоническом собрании РМО. Старания Чайковского увенчались успехом, и в марте 1893 года Танеев был приглашен в Петербург, чтобы исполнить оперу на фортепиано в присутствии дирекции Мариинского театра. После этого «Орестею» приняли к постановке.

## Постановки
- На советской сцене «Орестея» впервые прозвучала в Минске в ГАБТ БССР (1963), где партию Ореста блестяще пел Зиновий Бабий, Клитемнестры — Лидия Галушкина, а в партии Кассандры блистала Нинель Ткаченко. Дирижёр-постановщик — Татьяна Коломийцева (этот спектакль с несколько измененным составом солистов была записан на пластинках).
- 2011 — Саратовский театр оперы и балета. Дирижёр-постановщик — народный артист РСФСР, лауреат Государственной премии РФ Юрий Кочнев. Режиссёр-постановщик — лауреат международных конкурсов Вадим Милков, художник-постановщик, художник по костюмам — Иван Совлачков, балетмейстер — заслуженный работник культуры Валерий Нестеров.

Исполнители: Орест — Илья Говзич, Клитемнестра — дипломант Всероссийских конкурсов Марина Демидова, Агамемнон — народные артисты России Виктор Григорьев и Владимир Верин, Кассандра — народная артистка России Светлана Костина, Электра — лауреат Международных конкурсов Марина Сальникова, Афина — народная артистка России Светлана Костина и заслуженная артистка России Ольга Кочнева, Аполлон — лауреат Международного конкурса Александр Корнеев, а также хор и оркестр Саратовского театра оперы и балета.
Постановка Ростовского Музыкального театра, премьера состоялась 13 июня 2015 года. Музыкальный руководитель и режиссёр-постановщик Заслуженный артист России Андрей Аниханов. Появление оперной трилогии Сергея Танеева в афише РГМТ-осознанный, довольно смелый исполнительский шаг. Величественная драма, восходящая истоками к глубокой древности, поднимающая важнейшие вопросы человеческого бытия, но не известная широким кругам слушателей, приходит на нашу сцену в непростое время, в котором массовая культура все больше ориентируется на увеселительно-развлекательное содержание. Театр же предлагает тем уже для серьёзных размышлений.
Действующие лица и исполнители: «Агамемнон»-Лауреат Всероссийского конкурса Борис Гусев. «Клитемнестра»-Лауреат Международного конкурса Надежда Кривуша. «Орест»-Лауреат международного конкурса Виталик Ревякин. «Электра»-Лауреат международного конкурса Ольга Пятницкий. «Эгист»-Артур Ачылов. «Кассандра/Афина»-лауреат международных конкурсов Екатерина Макарова. «Аполлон»-лауреат международного и всероссийских конкурсов-Иван Сапунов. Художественный руководитель постановки заслуженный артист России Андрей Аниханов.

## Запись
С. И. Танеев. Орестея. «Мелодия» (перевыпущена DG). Виктор Чернобаев, Лидия Галушкина, Анатолий Боков, Тамара Шимко, Иван Дубровин, Татьяна Коломийцева, Оркестр Белорусской государственной оперы.